# Molten
Molten Corporation (株式会社モルテン Kabushiki-gaisha Moruten) er en japansk producent af sportsudstyr, autodele, medicinsk udstyr og byggematerialer, som er baseret i Hiroshima.
Molten kendes primært som en producent af bolde til fodbold, håndbold, basketball, amerikansk fodbold og volleyball.